# Soppe-le-Haut
Soppe-le-Haut è un comune francese di 581 abitanti situato nel dipartimento dell'Alto Reno nella regione del Grande Est.

## Società

### Evoluzione demografica
Abitanti censiti